# Rääkjärv
Rääkjärv (est. Rääkjärv) – jezioro w gminie Illuka, w prowincji Virumaa Wschodnia, w Estonii. Położone jest na terenie obszaru chronionego krajobrazu Kurtna (est. Kurtna maastikukaitseala). Ma powierzchnię 5 hektarów, linię brzegową o długości 902 m, długość 320 m i szerokość 240 m. Jest otoczone lasem. Połączone jest z przepływając na zachód od niego rzeką Vasavere jõgi. Jest jednym z 42 jezior wchodzących w skład pojezierza Kurtna (est. Kurtna järvestik). Sąsiaduje z jeziorami Kastjärv, Liivjärv, Kulpjärv, Konnajärv, Pannjärv.